# Mury miejskie w Raciborzu
Mury miejskie – fortyfikacje miejskie otaczające Stare Miasto w Raciborzu. Do dziś zachowało się tylko kilka ich fragmentów.

## Historia
Pierwsze fortyfikacje składały się podobno z fosy, drewnianych przegród, glinianych lub drewnianych murów i bram powstałe w XIII wieku, kiedy formowało się miasto. W 1255 roku Morawianie spalili miasto; podczas odbudowy książę Władysław opolski poszerzył je w kierunku południowym. Za panowania tego księcia miasto otoczone było prawdopodobnie umocnieniami drewniano-ziemnymi. Pierwsza udokumentowana wzmianka o murach miejskich pochodzi z roku 1299; wtedy to książę Przemysław raciborski zlecił wójtowi budowę murów obronnych i pokrycie kosztów związanych z tą inwestycją. W XIV wieku mury rozbudowano i otoczono fosą.
W 1666 roku zmodernizowane w obliczu zbliżającego się najazdu tatarskiego. W XVII wieku mury miejskie wzmocnione zostały dziewięcioma basztami, z których jedna, tzw. baszta więzienna, ocalała do dziś. Na przełomie XVIII i XIX wieku mury miejskie były stopniowo rozbierane. Po trzeciej wojnie śląskiej (1763) zasypano większą część fosy. Jej pozostałości były wypełnione wodą jeszcze w latach trzydziestych XIX wieku, a do 1828 roku część fosy ciągnąca się wzdłuż dzisiejszej ulicy Wojska Polskiego służyła bractwu kurkowemu jako strzelnica. W 1818 roku została zniesiona Brama Wielka, a w 1828 rozebrano grożącą zawaleniem Bramę Odrzańską.

## Opis

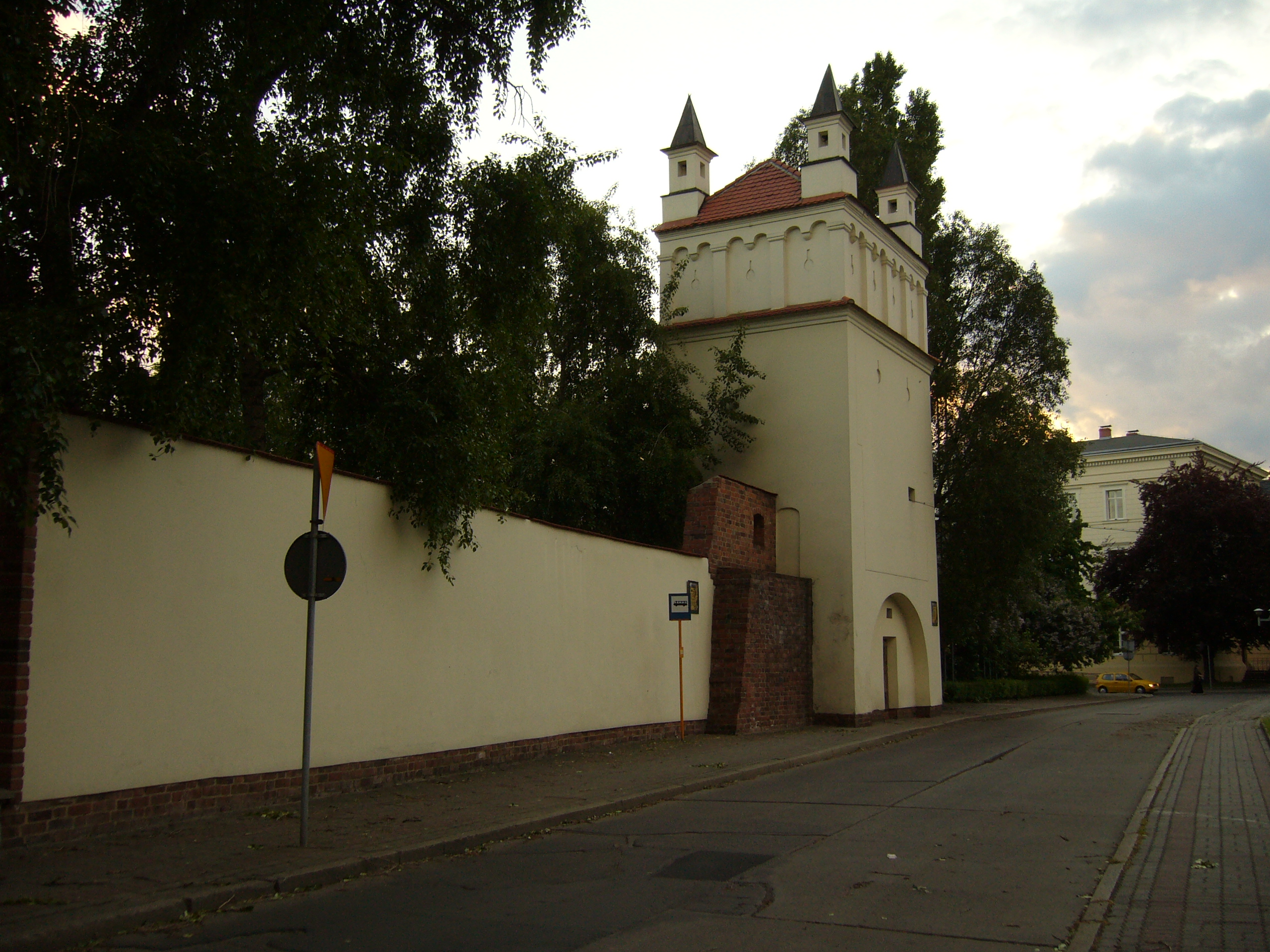
Baszta więzienna z fragmentem murów miejskich

Mury miejskie były wysokie – od wewnątrz na 6-7 stóp (1,9-2,2 m) – od zewnątrz na 12-15 stóp (3,8-4,7 m), a miejscami nieraz wysokie na 9 metrów. Ich grubość wynosiła około 4-5 stóp (1,3-1,6 m). Szacuje się, że łączna długość murów wynosiła około 1,8 km, a obejmowały teren dwudziestu hektarów. Głównymi elementami konstrukcji murów obronnych to ceglane oblicowania wewnętrzne i zewnętrzne oraz rdzeń, których cegły wiąże zaprawa wapienna.
Mury miejskie wzmocnione były 9 basztami, co stanowiło istotny element fortyfikacji miejskich. Wnętrze murów było wypełnione gruzem lub kamieniami polnymi związane zaprawą wapienną do wysokości około 3 stóp (0,9 m). Fosa otaczająca mury od zewnątrz miała około 12 stóp (3,7 m) głębokości. Po jej zewnętrznej stronie usypane były wały ziemne. Ostatnia brama, tzw. Wodna, która powstała w 1835 roku (u wylotu obecnej ulicy Bankowej), miała za zadanie zaopatrywanie miasta w pochodzącą z Psiny wodę do celów przeciwpożarowych. Otwierano ją także w dzień targowy, tj. czwartek.
Najlepiej strzeżonym odcinkiem, były mury biegnące od Bramy Nowej do Starowiejskiej, które były dodatkowo wzmocnione sześcioma wieżami oraz trzema basztami.

## Położenie
Miasto było położone blisko Odry, która na północy i wschodzie tworzyła moczary. Mur otaczał całe miasto, również od strony moczarów. Początkowo miasto miało dwie bramy. Pierwsza, znajdująca się u wylotu ulicy Odrzańskiej, zwana była Bramą Odrzańską lub Bramą Zamkową, przez nią bowiem można było się dostać do zamku piastowskiego. Od niej mury biegły wzdłuż obecnej ulicy Chopina, a za Zespołem Szkół Ekonomicznych skręcały w kierunku ulicy Długiej, gdzie znajdowała się druga brama miejska – Brama Wielka – zwana także bramą Mikołajską, Kozielską, Głubczycką lub Przedmiejską. Stąd mury ciągnęły się między ulicą Wojska Polskiego a Solną i od zbiegu ulic Leczniczej i Bankowej prowadziły do – powstałej znacznie później – trzeciej bramy, tzw. Bramy Nowej. Dalej wiodły wzdłuż ulicy Basztowej,  następnie równolegle do ulicy Drzymały; w okolicach ulicy Zborowej przecinały obecną ulicę Mickiewicza, skąd biegły w stronę placu Targowego, a następnie łukiem do Bramy Odrzańskiej.
Obecnie zachowały się fragmenty murów przy ul. Basztowej, Batorego, Drzymały, Leczniczej i Drewnianej oraz jedna baszta.